# Rudolf Piowaty
Rudolf Piowaty (28. dubna 1900 Brno – 29. ledna 1978 Paris, Ontario, Kanada) byl československý sportovní plavec židovského původu, účastník olympijských her 1924.
Plavat se učil společně se starším bratrem Ottou v Brně v Charlottiných lázních (dnešní bazén Ponávka) v prvním brněnském plaveckém závodním klubu "Brünner Schwimklub Austria-1908" pod vedením Karla Langeho. Závodům v plavání se však začal věnovat až po roce 1918 jako student důstojnické školy v Brně. Jeho domovský klub SK Makkabi Brno se stal v roce 1920 členem československého plaveckého svazu ČAPS.
Jako sportovní plavec se specializoval na plavecký styl prsa. V olympijském roce 1920 patřil k nejrychlejším plavcům v Československu, ale na olympijských hrách v Antverpách nestartoval. Brněnský deník Moravská orlice uvedl, že nemohl startovat kvůli svému židovskému původu, ale v daném roce spíš ještě neměl náležitě vyřízené doklady.
Po letní sezoně 1921 s dalšími plavci z Makkabi Brno odešel do nového plaveckého klubu SK Bar Kochba Brno. V roce 1924 startoval na olympijských hrách v Paříži a na 200 m prsa zaznamenal dílčí úspěch postupem z rozplaveb do semifinále. Se štafetou na 4×200 m postoupil na čas ze třetího místa v rozplavbách do semifinále, do kterého však československá štafeta nenastoupila.
Od roku 1925 se situace v brněnském plavectví zhoršila. SK Bar Kochba Brno snížila židovská obec podporu, aby udržela při životě fotbalový klub SK Blue Star Brno. Navíc plavci neměli od roku 1926 kde trénovat, protože Zábrdovické lázně procházely první rekonstrukcí od roku 1874 a původní Charlottiny lázně pro sportovní plavecké účely nedostačovaly. Po letní sezóně 1926 se Bar Kochba Brno (BKB) rozpadl.
Na podzim 1926 založil s bratrem vlastní nežidovský klub International Swimming Club Brno (ISCB), ale kvůli nedostatku financí prakticky do závodů v olympijském roce 1928 nezasáhl.
Ve třicátých letech dvacátého století podnikal v Brně. V roce 1938 byl při mobilizaci zařazen u pěšího pluku č. 38 v Berouně jako nadporučík. Období okupace strávil ve Švýcarsku a ve Spojeném království jako odbojář. V listopadu 1945 se vrátil do Československa, ale po únorovém převratu v roce 1948 z Československa opět emigroval. Usadil se nakonec v Kanadě, kde zemřel v roce 1978 ve věku 77 let.